# Konstantin Miechonoszyn

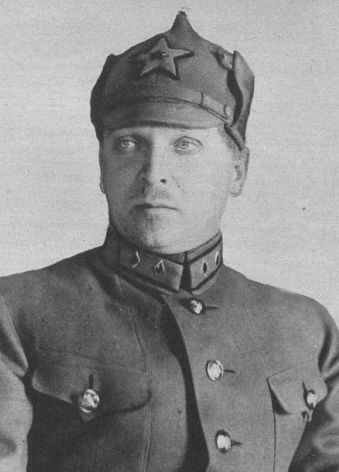
Konstantin Aleksandrowicz Miechonoszyn (1889-1938)

Konstantin Aleksandrowicz Miechonoszyn, ros. Константин Александрович Мехоношин (ur. 30 października 1889 we wsi Zawod Aleksandrowskij w guberni permskiej, zm. 7 maja 1938 w miejscu egzekucji Kommunarka pod Moskwą) – rosyjski rewolucjonista, radziecki wojskowy i działacz komunistyczny.
W 1908 r. ukończył gimnazjum. Od 1909 r. studiował na wydziale fizyczno-matematycznym uniwersytetu w Sankt Petersburgu. Porzucił jednak studia, angażując się w działalność rewolucyjną. Dwukrotnie był aresztowany przez Ochranę. W 1913 r. wstąpił do RSDRP. Związał się z frakcją bolszewicką. W latach 1914–1915 uczestniczył w naukowej ekspedycji morskiej na Morzu Kaspijskim. Po powrocie został zmobilizowany do armii rosyjskiej. Służył w batalionie zapasowym lejbgwardii Pułku Pawłowskiego w Piotrogradzie. Prowadził wśród żołnierzy nielegalną propagandę rewolucyjną. Po rewolucji lutowej 1917 r. został członkiem rady pułkowej, a następnie Rady Piotrogrodzkiej. Jednocześnie wszedł w skład Komitetu Piotrogrodzkiego Rosyjskiej Partii Komunistycznej (bolszewików). Od kwietnia tego roku był członkiem Organizacji Wojskowej przy Komitecie Centralnym RKP(b) oraz Wszechrosyjskiego Biura Frontowych i Tyłowych Organizacji Wojskowych. W lipcu został na krótko aresztowany. Podczas rewolucji październikowej 1917 r. był członkiem Piotrogradzkiego Komitetu Wojskowo-Rewolucyjnego. Pod koniec listopada objął funkcję zastępcy narkoma do spraw wojskowych. Od grudnia wchodził w skład Kolegium Narkomatu do Spraw Wojskowych i Morskich. Pod koniec stycznia 1918 r. został członkiem Kolegium Wszechrosyjskiego do Spraw Organizacji i Formowania Armii Czerwonej. Od czerwca do sierpnia tego roku był członkiem Wojskowej Rady Rewolucyjnej Frontu Wschodniego. W tym czasie współuczestniczył w pacyfikacji „lewoeserowskiego powstania”. We wrześniu wszedł w skład Wojskowej Rady Rewolucyjnej Republiki. Od października 1918 r. do stycznia 1919 r. zasiadał w Wojskowej Rady Rewolucyjnej Frontu Południowego, a następnie Frontu Kaspijsko-Kaukaskiego, 11 Samodzielnej Armii, ponownie Frontu Południowego i Frontu Kaukaskiego. W czerwcu 1920 r. wszedł w skład Wojskowej Rady Rewolucyjnej 3 Armii Frontu Zachodniego. Od 1921 r. pełnił funkcję zastępcy, a następnie przewodniczącego Organizacji do Spraw Ogólnej Edukacji Wojskowej. Po pewnym czasie stanął na czele Wyższej Rady Kultury Fizycznej i Sportu. W kwietniu 1926 r. został attaché wojskowym ZSRR w Polsce. Po powrocie do Moskwy w maju 1927 r., pracował w Gosplanie. W latach 1931–1934 był członkiem Kolegium Narkomatu Łączności. Następnie pełnił funkcję dyrektora Wszechzwiązkowego Instytutu Naukowo-Badawczego Oceanografii i Przemysłu Morskiego. Pod koniec listopada 1937 r. został aresztowany przez NKWD. Po procesie skazano go na karę śmierci wykonaną przez rozstrzelanie 7 maja 1938 r.